# Jožef Čarič
Jožef Čarič ali Josip Čarič (madžarsko Csárics József) hrvaškega rodu slovenski rimskokatoliški duhovnik, ter politik, član Slovenske lüdske stranke, ob koncu prve svetovne vojne je deloval za prekmursko (Slovenska krajina) avtonomijo. * 7. maj 1866 Veščica, † 19. februar 1935, Sveti Jurij.
Rodil se je pri Razkrižju, na Veščici, ki je spadala takrat pod Medžimurjem. Oče mu je bil Frane Čarič, hrvaški zemljiški posestnik in blagajnik. Njegova mati je bila Ana Šmit (Schmidt), Nemka.
Posvetili so ga 19. julija 1889. Od avgusta je delal v Svetem Jurju, pri Rogašovcih kot kaplan. Marca, 1891 štirje meseci je bil administrator v Pertoči. Eno leto je v Murski Soboti služil kot kapelan, potem pet mesecev v Kančevcih, kot administrator. Od oktobra 1892, do aprila, 1893 je zopet v Soboti kaplanoval. Potem je dobil svetojurjansko župnijo, in tam delal do smrti.
Čarič je zgradil novo župnijsko cerkev v Svetem Jurju iz svojega denarja. V očetovam gospostvu že je priskrbel izkušnje, tako v okolici razvijal čebelarstvo in sadjarstvo. Zlasti so jabolko in grozdje pridelovali v pokrajini. Čarič je kupil tudi zvone v cerkvi 500 forintov.
Ob koncu 19. stoletja je aktivno udeležil v politiki. Delal v Slovenski lüdski stranki z Jožefom Borovnjakom in s Ferencom Ivanocijem, potem z Jožefom Kleklom in Jožefom Sakovičem. Med 1918 in 1920 je stranka hotela izbojevati avtonomijo v Slovenski krajini, na Ogrskem. Klekl, Čarič in Sakovič, ter Ivan Baša in Števan Kühar že so imeli načrt avtonomije. Ampak Slovenska lüdska stranka je ne samo na Ogrskem hotela avtonomijo za Slovensko krajino, temveč tudi v Sloveniji, več slovenskih politikov je podpiralo idejo avtonomne Slovenske krajine znotraj Slovenije (ampak bil je zamisel tudi o posebni jugoslovanski federalni državi). Naposled ni posrečila konstrukcija.